# Bendigo
Bendigo és una ciutat de Victòria, Austràlia situada a la Vall de Bendigo prop del centre geogràfic de l'estat i aproximadament 150 km al nord-oest de Melbourne, la capital de l'estat.És la quarta ciutat més gran de l'estat de Victòria després de Melbourne, Geelong i Ballarat.
A partir del 2022, Bendigo té una població de 103.818 habitants, la qual cosa la converteix en la 19a ciutat per població més gran d'Austràlia. Bendigo és la quarta ciutat més gran de l'interior d'Austràlia i la quarta ciutat més poblada de  Victòria.
Bendigo és administrada per la Ciutat de Gran Bendigo, antigament la Ciutat de Bendigo. L'àrea del consell abasta uns 3.000 quilòmetres quadrats, la ciutat està envoltada de ciutats més petites com Castlemaine i Heathcote.
Els propietaris tradicionals de la zona són els Dja Dja Wurrung (Djaara). El descobriment d'or a Bendigo Creek el 1851 va transformar la zona d'una estació d'ovelles en una de les boomtowns més grans de l'Austràlia colonial. Les notícies de les troballes van intensificar la febre de l'or victoriana, provocant una afluència de migrants d'arreu del món, especialment d'Europa i la Xina. Bendigo es va convertir en l'economia d'extracció d'or més gran de l'est d'Austràlia del segle XIX, i la riquesa generada durant aquest període es reflecteix avui en l'herència arquitectònica victoriana de la ciutat. Des de 1853 fins a 1891, Bendigo es va anomenar oficialment Sandhurst.
El període d'auge de Bendigo va durar fins a principis del segle XX i després d'un descens temporal de la població i l'ocupació, es va produir un creixement renovat a partir dels anys trenta a mesura que la ciutat es va consolidar com a centre manufacturer i de serveis regionals. Tot i que la mineria d'or continua, el creixement demogràfic recent s'ha concentrat més a les zones suburbanes. Amb la finalització de la Calder Freeway que uneix Melbourne i Bendigo el 2009, i la proximitat de la regió a Melbourne, Bendigo s'ha convertit en un dels centres regionals de més ràpid creixement a Victòria.